# 巴爾塔鄉 (梅赫丁茨縣)
44°53′N 22°40′E / 44.883°N 22.667°E
巴爾塔鄉（羅馬尼亞語：Comuna Balta, Mehedinți），是羅馬尼亞的鄉份，位於該國西南部，由梅赫丁茨縣負責管轄，處於布加勒斯特以西280公里，每年平均降雨量1,114毫米，海拔高度516米，2007年人口1,252。